# Agatangel
Agatangel – imię męskie pochodzenia greckiego, oznaczające „posłańca dobrej wieści”. Patronem tego imienia jest św. Agatangel (zm. 303 lub 312) i bł. Agatangel.
Agatangel imieniny obchodzi 23 stycznia i 7 sierpnia.
Znane osoby:
- Ahatanheł Krymski
- Agathangelos
- Agatangel (Prieobrażenski) – prawosławny arcybiskup jarosławski i rostowski, święty nowomęczennik rosyjski